# Круя (крепост)
Крепостта Круя е крепост в Албания, последното гнездо на съпротива срещу османското нашествие на Балканите. Построена е на върха на планински хребет, като стените ѝ са подсилени с девет различни по вид кули, една от които е служела като часовникова. През 13 век в най-високата и ̀част е построен замък с две основни североизточни порти и една допълнителна към укрепен вътрешен двор с водни извори. Периметърът на крепостта е 800 метра. В нея могат да бъдат проследени различни фази на строителство от ранното Средновековие до 19 век.
През 879 г. Круя е значим епископски византийски център. През 15 век, под лидерството на Скендербег, крепостта става символ на съпротивата срещу османците и остава единственото непревзето от тях място на Балканите. Предходно, Скендербег е санджакбей на Никополски санджак. Пада едва след неговата смърт.
Днес крепостта е място за туристически посещения. В нея е основан етнографски музей, организиран в типична къща от 18 век. В замъка се намира и Музеят на Скендербег, а в близост до него са разкопките на античен град, нарочен за Албанополис.